# Quadrastichus mendeli
Quadrastichus mendeli is een vliesvleugelig insect uit de familie Eulophidae. De wetenschappelijke naam is voor het eerst geldig gepubliceerd in 2008 door Kim & La Salle.